# Rząd Ciriaca De Mity

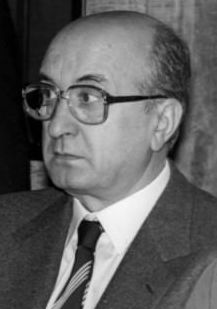
Ciriaco De Mita

Rząd Ciriaca De Mity – rząd Republiki Włoskiej funkcjonujący od 13 kwietnia 1988 do 22 lipca 1989.
Gabinet powstał w trakcie X kadencji Izby Deputowanych i Senatu, zastąpił rząd Giovanniego Gorii. Koalicję popierającą nowy gabinet tworzyły Chrześcijańska Demokracja (DC), Włoska Partia Socjalistyczna (PSI), Włoska Partia Republikańska (PRI), Włoska Partia Socjaldemokratyczna (PSDI) oraz Włoska Partia Liberalna (PLI). Rząd zakończył funkcjonowanie po powołaniu jeszcze w trakcie tej samej kadencji szóstego gabinetu Giulia Andreottiego.

## Skład rządu
| Funkcja                                                          | Minister              | Ugrupowanie |
| ---------------------------------------------------------------- | --------------------- | ----------- |
| Premier                                                          | Ciriaco De Mita       | DC          |
| Wicepremier                                                      | Gianni De Michelis    | PSI         |
| Minister spraw zagranicznych                                     | Giulio Andreotti      | DC          |
| Minister spraw wewnętrznych                                      | Antonio Gava          | DC          |
| Minister sprawiedliwości                                         | Giuliano Vassalli     | PSI         |
| Minister obrony                                                  | Valerio Zanone        | PLI         |
| Minister budżetu i planowania gospodarczego                      | Amintore Fanfani      | DC          |
| Minister finansów                                                | Emilio Colombo        | DC          |
| Minister skarbu                                                  | Giuliano Amato        | PSI         |
| Minister zasobów państwowych                                     | Carlo Fracanzani      | DC          |
| Minister rolnictwa i leśnictwa                                   | Calogero Mannino      | DC          |
| Minister robót publicznych                                       | Enrico Ferri          | PSDI        |
| Minister transportu                                              | Giorgio Santuz        | DC          |
| Minister marynarki handlowej                                     | Giovanni Prandini     | DC          |
| Minister przemysłu, handlu i rzemiosła                           | Adolfo Battaglia      | PRI         |
| Minister handlu zagranicznego                                    | Renato Ruggiero       | PSI         |
| Minister poczty i telekomunikacji                                | Oscar Mammì           | PRI         |
| Minister zdrowia                                                 | Carlo Donat-Cattin    | DC          |
| Minister pracy i ochrony socjalnej                               | Rino Formica          | PSI         |
| Minister kultury                                                 | Vincenza Bono         | PSDI        |
| Minister edukacji publicznej                                     | Giovanni Galloni      | DC          |
| Minister szkolnictwa wyższego i badań naukowych                  | Antonio Ruberti       | PSI         |
| Minister turystyki                                               | Franco Carraro        | PSI         |
| Minister środowiska                                              | Giorgio Ruffolo       | PSI         |
| Minister bez teki do spraw regionalnych                          | Antonio Maccanico     | PRI         |
| Minister bez teki do spraw społecznych                           | Rosa Russo Iervolino  | DC          |
| Minister bez teki do spraw koordynowania polityki wspólnotowej   | Antonio La Pergola    | PSI         |
| Minister bez teki do spraw koordynowania obrony cywilnej         | Vito Lattanzio        | DC          |
| Minister bez teki do spraw służb publicznych                     | Paolo Cirino Pomicino | DC          |
| Minister bez teki do spraw sytuacji nadzwyczajnych w Mezzogiorno | Remo Gaspari          | DC          |
| Minister bez teki do spraw obszarów miejskich                    | Carlo Tognoli         | PSI         |
| Minister bez teki do spraw kontaktów z parlamentem               | Sergio Mattarella     | DC          |